# Taranis
Taranis (sau Taranos, Taranoos, Taranucnos)  este zeul fulgerelor în mitologia celtică. Cultul său este întâlnit în special în Galia. Romanii l-au identificat cu zeul Jupiter. Informațiile despre acest zeu se datorează lui Iulius Caesar, Strabon și Lucan, cel din urmă precizându-i și numele de Tanaris. Lucan scria în Pharsalia:
|  | Teutates horrensque feris altaribus Esus et Taranis Scythicae non mitior ara Dianae. uos quoque, qui fortes animas belloque peremptas laudibus in longum uates dimittitis aeuum, plurima securi fudistis carmina, Bardi. et uos barbaricos ritus moremque sinistrum sacrorum, Dryadae, positis repetistis ab armis |

## Etimologie
Numele de Taranis este derivat din cuvântul celtic sau indo-european taran care înseamnă „fulger”. Acesta ar putea fi derivat la rândul său, din proto-indo-europeanul *taron- care înseamnă tot „fulger”..

## Reprezentări
În situl arheologic din valea Camonica, lângă Paspardo, Italia au fost descoperite mai multe mii de pietre cuprinse în intervalul dintre paleolitic și Epoca târzie a fierului. Sculpturile din această perioadă a fierului probabil că se referă la zeii Taranis și Cernunnos. Unii specialiști consideră că roata solară este un simbol al lui Taranis. Dacă această presupunere este corectă, ar însemna că Taranis era cel mai important zeu celt, iar roata solară cel mai răspândit simbol pe artefactele celtice, alți însă consideră că roata solară este pur și simplu un atribut al zeului Soare.

## Altare
În Europa continentală există doar șapte altare dedicate lui Taranis, toate inscripțiile de pe monumente sunt în latină sau greacă. Un astfel de altar a fost descoperit în Germania, în Bockingen. Pe acel altar scria: Deo Taranucno Veratius Primus ex iussu, ceea ce în traducere înseamnă Zeului Taranis, Veratius Primus, prin ordinele.... .